# Prkoš
Prkoš (? – 1041) byl družiník českého knížete Břetislava I., který se dopustil zrady.

## Život
Ačkoliv jeho jméno přežívá jako symbol zrádce, muselo se původně jednat o významnou osobnost. Zřejmě zastával funkci nejvyššího správce země a českého knížete zastupoval v nutných záležitostech, hlavně vojenských. Důvodem tohoto zastupování bylo, že Břetislav I. neměl dospělé přibuzné, na něž by se mohl spolehnout a jeho synové byli ještě v dětském věku. K zajímavostem patří to, že se Prkoš zrady nedopustil v době, kdy byl český kníže v nouzi a na sestupu, ale na politickém vzestupu.
Prkošovou osobností se zabývala řada kronikářů a každý z nich podává poněkud odlišný pohled:

### Podle Kosmase
Podle kronikáře Kosmase byl podplacen nepřítelem a umožnil mu projít tím, že nepostavil stráž před opevněním, ale až tam, kde byly lesíky nepříteli schůdné. Kníže Břetislav ho potrestal tím, že mu dal vyloupat oči, utít ruce a nohy a torzo těla hodit do řeky.

### Podle tak řečeného Dalimila
Podle Dalimilovy kroniky měl Prkoš podle příkazu knížete Břetislava zabránit saským vojskům spojit se s císařem. Ten je nechal projít a Sasové pálili zemi, Prkošovi při tom neškodili. Břetislav mu za trest nechal „...oči vynieti, potom rucě i nozě utieti...“.

### Podle Toulek českou minulostí
Snad byl Moravan z rodu Municů. V roce 1040 byl pověřen správou hradiště Bíliny jako kastelán při vpádu míšeňského markraběte Ekkeharda II. do severních Čech. Ekkehardem se dal podplatit a stáhl bojovníky z pohraničních opevnění. Saské vojsko pak mohlo volně loupit a vraždit na Bílinsku, Teplicku i Mostecku. Mezitím došlo k bitvě u Brůdku, při které bylo vojsko Jindřicha III. zaskočeno a poraženo. Kníže Břetislav s vojskem přispěchal k Bílině a když zjistil, že jej Prkoš zradil, dal ho potrestat potupnou smrtí. Podle kronikáře Dalimila mu dal vyloupat oči, utít ruce a nohy, a hodit ho do hlubin řeky Bíliny. Naopak kronikář Kosmas při svém hodnocení Prkošovy osobnosti mu nemá za zlé, že se dal podplatit, protože to byl od něj pouze úskok či morálně přípustná válečná lest. Co však je podle kronikáře zavrženíhodné, že Prkoš nedodržel slib věrnosti a zradil svého pána, což považuje Kosmas za naprosto neomluvitelné.

## Odraz v literatuře
Prkoš se stal námětem hry Josefa Kajetána Tyla Prkoš Bilinský.